# バーバラ・キュービン
バーバラ・キュービン(英語: Barbara Cubin、1946年11月30日 - )は、アメリカ合衆国の政治家。共和党員。ワイオミング州選出としては女性初の連邦下院議員として通算7期の任期を務めた。

## 経歴・人物
1946年11月30日にカリフォルニア州サリナスにて誕生した。ワイオミング州のキャスパーの高校を卒業した。ネブラスカ州オマハのクレイトン大学で化学の理学士号を取得した。その後、州の労働局と鉄工組合に所属し、マイノリティやベトナム戦争の退役軍人を鉄工職人にするための教育を行った。1974年にはワイオミング・マシナリー社に研究職として入社し、翌年の1975年には医師のフリッツ・キュービンと結婚して夫のオフィスで働くようになり、1979年には不動産業を営み始めた。
夫のフリッツは10年以上に渡って自己免疫疾患と闘病を続けたが、2010年に亡くなった。キュービン自身も健康問題を抱えており、1993年と1995年に胆のうの手術を受けたほか、2005年7月には軽度の心臓発作を起こし、閉塞していた動脈にステントを挿入する手術を受けた。

### 政治家
1986年11月にワイオミング州ナトロナ郡選出の州下院議員として政界入りを果たし、1992年11月には第29選挙区（キャスパー市の一部）の代表としてワイオミング州上院議員に選出された。

### 連邦下院議員
1994年11月に共和党現職のクレイグ・トーマスが連邦上院議員に立候補を表明したため、キュービンはワイオミング州全州選挙区をトーマスから引き継いで下院議員選挙に出馬した。予備選挙で他の8人の候補を破り、総選挙では当時著名な弁護士だったボブ・シュスターを破り、初当選を果たした。ワイオミング州で連邦政府の選挙に勝利した初の女性となり、以後2008年選挙に不出馬をするまで7選を果たした。下院時代には、共和党の指導者として、副院長、会議書記、運営委員会のメンバーなどを歴任した他、2000年には全米ライフル協会の理事会メンバーに就任した。

## 政治的立場
- あらゆる形態の中絶に反対し、中絶サービス・カウンセリング・アドボカシーを提供するグループに対する公的資金の提供に反対している[7]。

- 2006年にハリケーン・カトリーナやその他の災害救済のために連邦政府の土地を売却する法案の共同提出者に名を連ねた。同法案でワイオミング州の約35万4千エーカーの土地が売却対象になったとされる[8]。
- ワイオミング州の基幹産業の一つである鉱業政策に注力し、鉱業議員連盟を共同で設立した。アメリカ合衆国内で操業する鉱山会社が税金をアメリカドルではなく鉱物で支払うことを可能にする法案を提出した[9]。
- 地球温暖化に関して、キュービンは、「人間が実際に地球の温度変化にどの程度影響を与えているかについては、科学界でもまだ幅広い意見の相違がある」と述べている[10]。
- ビル・クリントン大統領の弾劾を支持していた。1997年11月にボブ・バーはクリントン大統領に対する弾劾調査を開始することを下院司法委員会に求める決議を提出した。キュービンはこの決議を支持する18人の下院共和党員の1人であった[11]。 この決議は、いかなる罪状や申し立ても特定していなかった[12]。 その後、クリントン大統領とモニカ・ルインスキーとの不倫スキャンダルが明るみに出ると、実際に弾劾裁判が行われた[13]。1998年10月8日には弾劾調査を開始するために可決された法案に賛成票を投じた[14]。 1998年12月19日、クリントンに対する4つの弾劾条項すべてに賛成票を投じた[15][16][17][18]。

## 評価
キュービンの投票記録は保守的であり、アメリカ保守連合は2007年のキュービンの投票に100パーセントの評価を付けている。また、キュービンは国境警備のためのフェンス設置や英語の公用語化などの法案に賛成したことなどが評価され、同団体のベスト＆ブライテスト賞を受賞した。
超党派の自然保護政治団体である自然保護のための有権者連盟（League of Conservation Voters）は、キュービンの生涯評価を0から100の間で3としている。2006年には0点という最低評価を受けた。

## 不祥事

### 人種差別発言疑惑
2003年4月9日に議場で「私の息子は25歳と30歳で金髪と青い目をしています。今日の修正案では、薬物治療中の人に対する銃の販売を禁止するものでした。つまり、黒人のコミュニティに行っても、黒人には銃を売ってはいけないということですか？それとも、私の... 」との発言を行った。黒人が薬物依存者という前提にたったかのような発言だったため、民主党黒人議員メルビン・ワットはキュービンの発言を中断させ、撤回を求めた。キュービンは「民主党側の「隣人」を怒らせるつもりはなかった」と述べ、自分の発言は議院規則の範囲内だと主張した。ワットはキュービンの発言を取り消す動議を議会に提出したが、与党共和党が反対したため、227票対195票で否決された。

### 障害者差別発言疑惑
2006年10月22日に下院議員選挙に立候補したキュービンは、対立候補である民主党のゲイリー・トラウナー候補とリバタリアン党のトーマス・ランキン候補とテレビ討論会を行った。収録後、キュービンは多発性硬化症で車椅子を使用しているランキンに声をかけた。ランキン陣営の発表によれば、キュービンは「あなたがその椅子に座っていなかったら、あなたの顔を叩いていた」と述べたという。ランキンはこの発言を障害者に対する不適切な中傷だとして非難した。

### ARMPACからの政治資金
ワイオミング州民主党は、キュービンがトム・ディレイが設立した政治団体「共和党多数派のためのアメリカ人」政治活動委員会（ARMPAC）から受け取った2万2520ドルを返還するよう繰り返し要求している。
2006年7月23日にキャスパー・スター・トリビューン紙は、キュービンが 「元下院議員トム・ディレイの資金調達委員会から受け取ったお金は、その組織が選挙資金違反で罰金を科され、閉鎖されても、そのままにしておく」と報じた。ARMPACは、「財務活動の虚偽記載、債務・義務の報告義務の不履行、連邦口座と非連邦口座間での経費の適切な配分の不履行」を理由に、連邦選挙委員会に罰金を支払うことに合意した。 2006年10月の時点では、キュービンは、ディレイが有罪になったら返金するという立場を取っていた。 ディレイは有罪になったが、2013年にテキサス州の共和党判事によって上告され、有罪が覆された。